# Língua kammara
A língua kammara faz parte da família das Línguas dravídicas e é falada em áreas dos distritos de Srikakulam,Vizianagaram, Visakhapatnam , Godavari Leste e Oeste de Andhra Pradesh, Índia. 
O povo Kammara é também conhecido como Konda Kammara ou Ojas. Sua população é de 45 mil pessoas (Censo 2001) e falam também o telugu. 

## Escrita
Recentemente, uma escrita própria para o Kammara (alternativa ao Telugu) foi desenvolvida pela professora S. Prasanna Sree da Universidade de Andhra, Visakhapatnam, Andhra Pradesh. Prasanna Sree desenvolveu escritas com base em escritas indianas já existentes para certos sons comuns a outras línguas locais, porém com diferentes conjuntos  de caracteres para cada uma das línguas relacionadas, tais como o bagatha, o jatapu, o kolam, o konda-dora, o porja, o koya, ogadaba, o kupia, o kurru, Lambadi e outras.
- Possui 12 sons vogais com símbolos para vogais que, conforme a simbologia, podem ser isoladas (no início da sílaba) ou conjuntas: a aa e ee u uu ae aaae i o oo ou aum auh
- e 18 sons consonantais, que podem ser curtos ou longos (símbolos diferenciados): ka gha gna cha já ta da tha dha na pa bha ma ya ra la va sa ha